# Rio Itapicuru-Açu
Rio Itapicuru-Açu är ett periodiskt vattendrag i Brasilien.   Det ligger i delstaten Bahia, i den östra delen av landet, 1 000 km nordost om huvudstaden Brasília.
Omgivningen kring Rio Itapicuru-Açu består i huvudsak av gräsmarker. Området är  glesbefolkat, med 11 invånare per kvadratkilometer.